# Acrocera obnubila
Acrocera obnubila är en tvåvingeart som beskrevs av Nartshuk 1979. Acrocera obnubila ingår i släktet Acrocera och familjen kulflugor. Inga underarter finns listade i Catalogue of Life.